# 福寿観音
福寿観音（ふくじゅかんのん）は、東京都豊島区巣鴨にある真言宗智山派の寺院。正式名称は龍鋒山 巣鴨寺 福寿観音。本尊は聖観世音菩薩。
山門の両脇に不動明王と幸せ地蔵尊が設置してあり老若男女多くの方々が参拝しています。

## 歴史
昭和初期、初代：鈴木龍峰によって開山される。本尊は信州善光寺大本願の尼公上人秘蔵と伝えられる「聖観世音菩薩」の御分霊と言われ、秘仏となっている。開運厄除けの祈願寺として地域の信仰を集める。また静岡県東伊豆町白田に別院を持つ。

### 寺宝
- 本尊聖観世音菩薩 - 秘仏

善光寺大本願尼光上人より授かり、勧請されたものと伝えられる。「開運厄除けの観音さま」として親しまれている。
- 巣鴨不動尊(ぼけ封じ不動)

醍醐寺の画僧信海により剣を岩盤に刺した姿で描かれ、元冦を退けたといわれる浪切不動（重要文化財）をもとに木彫された大変珍しい容貌の不動明王尊。

## 交通アクセス
- 山手線・都営地下鉄三田線 巣鴨駅より徒歩4分